# Lepra amara
Espèce
Lepra amara est une espèce de lichens crustacés de la famille des Pertusariaceae. Il doit son nom d'espèce à la forte amertume de ses sorédies.

## Systématique
Le nom correct complet (avec auteur) de ce taxon est Lepra amara (Ach.) Hafellner, 2016.
L'espèce a été initialement classée dans le genre Variolaria sous le basionyme Variolaria amara Ach., 1809.
Lepra amara a pour synonymes :
- Marfloraea amara (Ach.) S.Y. Kondr., L. Lőkös & Hur, 2015
- Pertusaria amara (Ach.) Nyl., 1872
- Variolaria amara Ach., 1809

## Publication originale
- (de) Josef Hafellner et Roman Türk, « Die lichenisierten Pilze Österreichs - eine neue Checkliste der bisher nachgewiesenen Taxa mit Angaben zu Verbreitung und Substratökologie », Stapfia, Biologiezentrum Linz (d), vol. 104, no 1,‎ 2016, p. 1-216 (ISSN 0252-192X et 2960-4087, lire en ligne).